# فراری جی‌جی۵۰

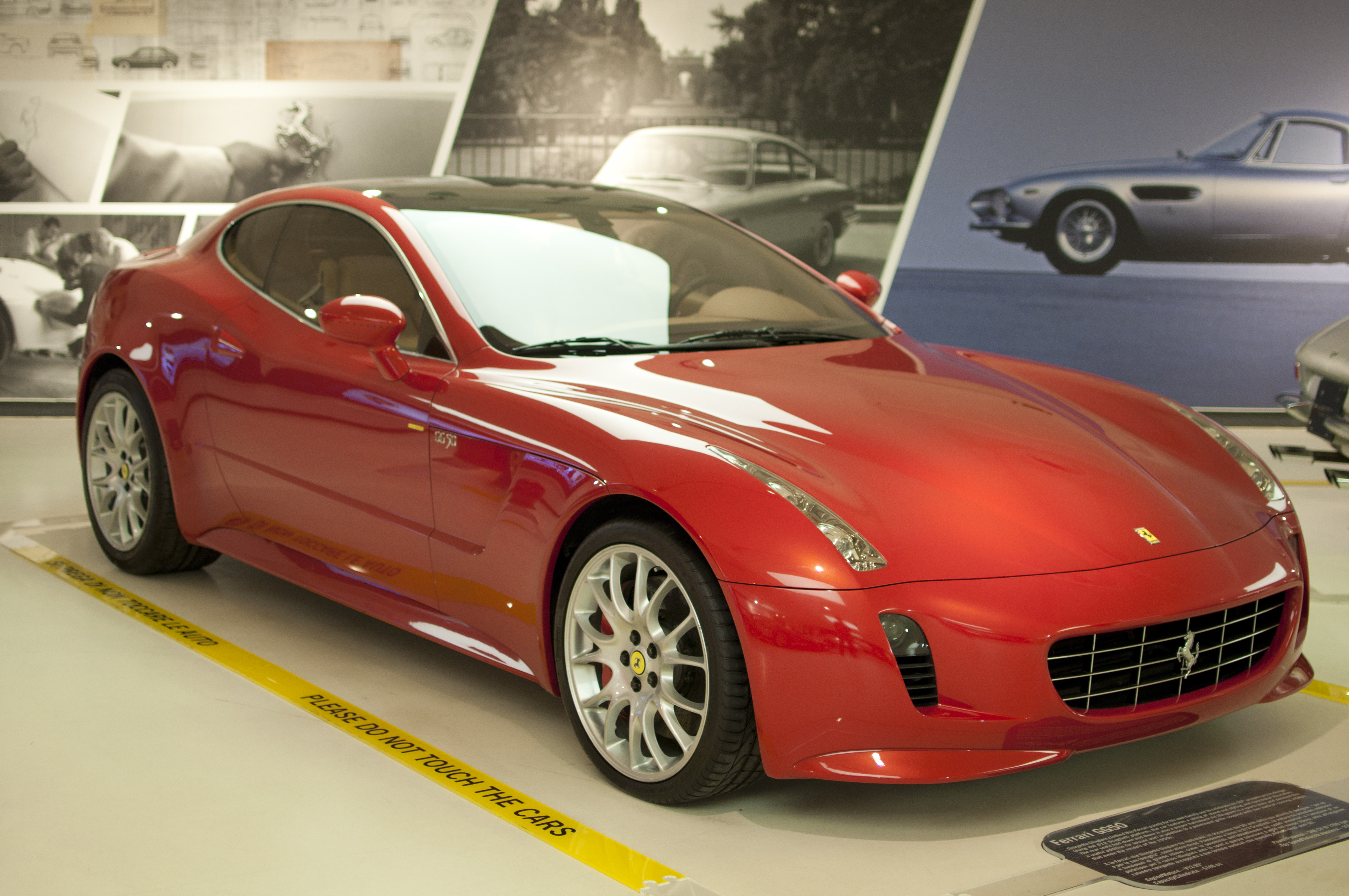
فراری جی‌جی۵۰

فراری جی‌جی۵۰ (به انگلیسی: Ferrari GG50) یک خودروی مفهومی است که به مناسبت ۵۰ سال طراحی ماشین جورجتو جوجارو (به انگلیسی: Giorgetto Giugiaro) توسط فراری ساخته شده است. این ماشین در نمایشگاه توکیو موتورز در سال ۲۰۰۵ معرفی شد.